# Бекан (Чад)
Бекан (фр. Békan) — деревня и супрефектура в Чаде, расположенная на территории региона Восточный Логон. Входит в состав департамента Нья-Пенде.

## Географическое положение
Деревня находится в южной части Чада, к северо-западу от реки Пенде, вблизи государственной границы с Центральноафриканской Республикой, на высоте 508 метров над уровнем моря.
Населённый пункт расположен на расстоянии приблизительно 494 километров к юго-востоку от столицы страны Нджамены.

## Население
По данным официальной переписи 2009 года численность населения Бекана составляла 23 249 человек (11 253 мужчины и 11 996 женщин). Население супрефектуры по возрастному диапазону распределилось следующим образом: 53,9 % — жители младше 15 лет, 43,1 % — между 15 и 59 годами и 3 % — в возрасте 60 лет и старше.

## Транспорт
Ближайший аэропорт расположен в 20 километрах к западу от населённого пункта, вблизи деревни Бегелькар.